# Sunbury (Pennsylvania)
Sunbury település az Amerikai Egyesült Államok Pennsylvania államában, Northumberland megyében, melynek megyeszékhelye is. Lakosainak száma 9719 fő (2020. április 1.).

## Népesség
A település népességének változása:

| 2010 | 9 905 |
| 2020 | 9 719 |